# Ansar al-Din
Ansar al-Din (Trons försvarare) är en väpnad islamistisk grupp som deltar i konflikten i Mali 2012.
Ansar al-Din tog under striderna i norra delen av landet kontroll över ökenstaden Timbuktu, där man sedan försökt införa sharialagar.
Under några timmar den 27 april tvingades man dock lämna över staden till den tidigare okända milisgruppen FNLA, som dock snart drog sig tillbaka, sedan den Ansar al-Din närstående gruppen, Al-Qaida i Islamiska Maghreb (AQIM), krävt det.
Ansar al-Din leds av Iyad Ag Ghaly, kusin till AQIM:s ledare Hamada Ag Hama.